# シシリー (護衛空母)
|           |                                                                           |
| 艦歴      |                                                                           |
| 発注:     |                                                                           |
| 起工:     | 1944年10月23日                                                            |
| 進水:     | 1945年4月14日                                                             |
| 就役:     | 1946年2月27日                                                             |
| 退役:     | 1954年                                                                    |
| その後:   | スクラップとして売却                                                      |
| 除籍:     | 1960年7月1日                                                              |
| 性能諸元  |                                                                           |
| 排水量:   | 11,373トン(基準)                                                          |
| 全長:     | 169.9m                                                                    |
| 全幅:     | 32.05m                                                                    |
| 吃水:     | 8.5m                                                                      |
| 機関:     | 4基筒蒸気タービン×2基 スクリュープロペラ×2軸                              |
| 最大速:   | 19ノット                                                                  |
| 航続距離: |                                                                           |
| 乗員:     | 士官、兵員1,066名                                                         |
| 兵装:     | 38口径5インチ単装砲 2基 40mm4連装機銃 3基 40mm連装機銃 12基 20mm機銃 20基 |
| 搭載機:   | 艦上戦闘機×18機 艦上攻撃機×12機                                           |

シシリー (USS Sicily, CVE-118) は、アメリカ海軍の護衛空母。コメンスメント・ベイ級航空母艦の14番艦。艦名は第二次世界大戦で上陸作戦が行われたイタリアのシシリー島（シチリア）に因んで命名された。

## 艦歴
艦はサンディ・ベイ (Sandy Bay) として1944年10月23日にワシントン州タコマのトッド造船所で起工し、1945年4月14日にジュリウス・ヴァンダーウィール夫人によって進水した。1945年6月5日にシシリーと改名され、1946年2月27日にB・W・ライト艦長の指揮下就役した。
オレゴン州ポートランドで艤装が完了すると、シアトルで補給を受け、その後整調訓練のためサンディエゴへ向かう。5月15日にシシリーはパナマ運河およびバージニア州ノーフォーク経由でニューヨークへ向かうよう命じられた。6月6日にブルックリン海軍工廠入りし9月30日まで留まった後、ニューファンドランド島のアージェンティアへ向かい、寒冷地訓練を行った。
その後1950年4月3日までシシリーはノーフォークを母港として大西洋艦隊の一部として作戦活動を行った。1950年4月3日に太平洋艦隊への配属が命じられ、母港をサンディエゴに変更、4月28日に到着した。シシリーは同年夏に対潜水艦戦演習を行う予定であったが、6月25日の朝鮮戦争の勃発によりその計画は根本から変化した。7月2日に極東へ配備が命じられ、二日後に第一陣の3隻の一艦として韓国水域へ出航した。シシリーは第15空母部隊の旗艦となり、8月3日に国連軍地上部隊を支援する VMF-214 の航空機を運搬した。この巡航で浦項での地上戦、仁川上陸作戦、ソウルへの侵攻作戦および長津湖の戦いで興南への海兵隊の撤退を支援し、1951年2月5日にサンディエゴへ帰還した。
第7艦隊での二度目の配属は1951年5月13日から10月12日まで行われ、シシリーは韓国の東西両岸で活動した。朝鮮戦争中への最後の配属は1952年5月8日から12月4日まで行われた。シシリーは国連軍の護衛艦隊および臨検任務に貢献した。その後1953年7月14日から1954年2月25日まで再び極東に展開した。
シシリーは西海岸へ帰港すると予備役となり、太平洋予備役艦隊で保管されることとなった。シシリーは1960年7月1日に除籍され、10月31日にカリフォルニア州ビバリーヒルズのニコライ・ジョフィ社にスクラップとして売却された。
シシリーは朝鮮戦争の戦功での5つの従軍星章を受章した。